# Mary Poppins in Cherry Tree Lane
Mary Poppins in Cherry Tree Lane è il settimo e penultimo romanzo della saga di Mary Poppins scritta dalla britannica Pamela Lyndon Travers. In Italia è stato pubblicato insieme all'ultimo libro, Mary Poppins e i vicini di casa.

## Trama
Mary Poppins porta i bambini di Banks in un'ennesima avventura memorabile, questa volta nella magica festa di mezza estate. Possono accadere cose strane e persino figure mitiche possono discendere dai cieli. 
Sul retro del libro c'è un elenco delle erbe menzionate nella storia, con i loro nomi botanici, locali e latini.

## Edizioni
- Mary Poppins in Cherry Tree Lane e Mary Poppins e i vicini di casa, editi insieme nel 2002.